# María Fernanda Cartier
María Fernanda Cartier (Italia, 15 de junio de 1926 - Buenos Aires, Argentina, 5 de enero de 2006) fue una actriz, cantante, animadora, vedette y modelo argentina nacida en Italia que hizo toda su carrera en Argentina. En muchos casos utilizaba en su labor artística solamente el nombre de María Fernanda.

## Carrera
Cartier fue una destacada animadora que incursionó en la pantalla grande junto a eximias figuras el cine nacional como Olinda Bozán, Osvaldo Miranda, Lolita Torres, Luis Dávila, Beatriz Bonnet, Graciela Alfano, Ricardo Bauleo, Víctor Bó, Julio de Grazia, entre muchos otros.
Llegó a la Argentina desde Brasil en 1948 cuando su marido fue contratado por Radio Belgrano como cantante francés (chansonnier).
Comenzó su carrera como modelo y actriz, y trabajó en los concursos Miss Argentina y Miss Universo junto con conductores de la talla de Héctor Larrea y Silvio Soldán. Mucho de los desfiles de Jean Cartier eran presentados por María Fernanda, quien aprovechaba para lucir también sus dotes vocales.
Con su programa El arte de la elegancia transmitidos semanalmente, todos los sábados por Canal 7 y en los años 70 por Canal 9, tuvo una duración de casi tres décadas hasta 1984.

## Vida junto a Cartier
Estuvo casada con el exitoso actor y cantante rumano  y pionero de a televisión argentina Jean Cartier, fallecido en 1976 y a quien conoció en 1941 cuando tenía tan solo 15 años. Su amor a primera vista en plena dictadura nazi. Al ser italiana, ella tenía un pasaporte que le permitía salir del país mientras que Jean estaba condenado a quedarse. Después de casados Jean atravesó media Europa en forma clandestina, arriesgando su vida, para encontrarse con María Fernanda en la ciudad austriaca de Salzburgo. De allá se trasladaron a París y finalmente viajaron a la Argentina, como refugiados, en el buque Campana en 1948.
A comienzos de la década de 1980 María Fernanda decidió crear un premio con el nombre de su esposo para reconocer los logros extraordinarios en la industria musical y televisiva, la moda y emprendimientos empresariales. Los premios Jean Cartier fueron otorgados primero a nivel nacional, y desde 1996 la entrega comenzó a realizarse internacionalmente desde el Hotel Fointanbleu en Miami.

## Fallecimiento
María Fernanda Cartier murió el jueves 5 de enero de 2006 en su domicilio porteño, tras varios años de inactividad debido a un ACV sufrido alrededor de tres años antes de su fallecimiento.

## Filmografía
- 1953: Intermezzo criminal
- 1956: Novia para dos
- 1974: La gran aventura

## Televisión
- 1951: Melody Bar, junto con Guillermo Brizuela Méndez.
- 1955: Cartier's Reveu
- 1958: La revista de Jean Cartier
- 1954/1986: El arte de la elegancia
- 1999: La hoguera

## Teatro
Debutó en el último espectáculo de Miguel de Molina en el Teatro El Nacional